# Charles de Forbin-Janson (1783-1849)
Pour les articles homonymes, voir Forbin.
Pour les autres membres de la famille, voir Maison de Forbin.
Le comte puis marquis Charles Théodore Palamède Antoine Alexandre Félix de Forbin-Janson, né à Montmartre le 14 juin 1783 et mort le 4 juin 1849 à Paris, est un aristocrate français des XVIIIe et XIXe siècles. Chambellan de l'empereur Napoléon Ier, il figure sur la liste de proscription établie par l'ordonnance du 24 juillet 1815.
Il ne faut pas le confondre avec son frère cadet également appelé Charles de Forbin-Janson né en 1785, évêque de Nancy et de Toul et primat de Lorraine.

## Biographie
Né à Montmartre près de Paris le 14 juin 1783, Charles de Forbin-Janson descend de la Maison de Forbin, une ancienne famille de la noblesse provençale. Il est fils de Michel-Palamède de Forbin-Janson, marquis de Janson (1746-1832) mestre de camp en second d'un régiment royal, puis général de division et de Cornélie Henriette Sophie Hortense Louise Gabrielle, de Galléan des Issarts princesse de Galléan et du Saint-Empire (Avignon 24 mars 1763- Paris le 11 novembre 1834),. 
Aristocrate, la famille émigre en Bavière à la Révolution. En 1803, il devient chambellan du roi de Bavière Maximilien Ier.

### Empire
À la suite des mesures prises par Napoléon Ier, il rentre en France. Il vend en 1810 le château de Sauvan, propriété des Forbin-Janson.
Il devient, le 29 mars 1813, chambellan de l'Empereur. Le 2 novembre suivant, il épouse Antonie de Rochechouart de Mortemart (1792-1848), fille de Victurnien-Jean-Baptiste de Rochechouart (1752-1812), duc de Mortemart, dont il a deux enfants.
Le 4 février 1814, il est nommé colonel de corps franc dans la Nièvre. À la tête de son corps franc il attaque, sans succès, le camp allié des Chaises, près d'Autun afin de capturer des canons, du bétail et autres produits réquisitionnés par l'ennemi.

### Restauration
Lors de la première Restauration, il sera rétrogradé au grade de chef d'escadron et mis en disponibilité.
Par ordonnance du 27 septembre 1842, il obtient une concession sur des mines de lignite à Pierrevert.

## Sources
- « Charles de Forbin-Janson (1783-1849) », dans Adolphe Robert et Gaston Cougny, Dictionnaire des parlementaires français, Edgar Bourloton, 1889-1891 [détail de l’édition]